# Mystaria stakesbyi
Mystaria stakesbyi Lewis & Dippenaar-Schoeman, 2014 è un ragno appartenente alla famiglia Thomisidae.

## Etimologia
Il nome proprio della specie è in onore di Eduard Stakesby, marito della prima descrittrice della specie, la dott.ssa Lewis

## Caratteristiche
Negli esemplari femminili rinvenuti la lunghezza totale è di 2,72-4,07 mm; la lunghezza del cefalotorace è di 1,06-1,39 mm e la sua larghezza è di 0,99-1,30 mm
Negli esemplari maschili rinvenuti la lunghezza totale è di 2,34-2,76mm; la lunghezza del cefalotorace è di 1,03-1,20 mm e la sua larghezza è di 0,90-1,40 mm

## Distribuzione
La specie è stata reperita in varie nazioni africane: Repubblica Democratica del Congo, Liberia, Gabon, Ghana, Ruanda, Tanzania e Uganda

## Tassonomia
Al 2014 non sono note sottospecie e dal 2014 non sono stati esaminati nuovi esemplari.